# Hausleiten (Dolna Austria)
Hausleiten – gmina targowa w Austrii, w kraju związkowym Dolna Austria, w powiecie Korneuburg. Liczy 3 667 mieszkańców (1 stycznia 2014).